# Ichneumon punctatus
Ichneumon punctatus là một loài tò vò trong họ Ichneumonidae.